# Peix elefant
|  | No s'ha de confondre amb Peix de nas d'elefant. |

El peix elefant (Callorhinchus callorynchus) és una espècie d'holocèfal de l'ordre Chimaeriformes que habita en el con sud d'Amèrica.

## Descripció
Posseeix un cos allargat, amb una coloració platejada. Presenta en el seu musell una característica protuberància ganxuda. Existeix dimorfisme sexual, en el qual el mascle presenta ganxos pelvians.

## Distribució
Habita en les costes del con sud d'Amèrica, en aigües del Perú, Xile, Argentina i l'Uruguai. Sol trobar-se en aigües poc profundes, rares vegades sobrepassant els 150-200 metres de profunditat.